# Chilperich I. Burgundský
Chilperich I. také Hilperich (5. století? – 476/491?) byl pololegendární král Burgundů, který vládl království Burgundů. Byl spoluvládcem a následníkem svého bratra Gondiocha.
Jeho otcem byl pravděpodobně král Gundahar. Po jeho smrti se spolu se svým bratrem stal spoluvládcem Burgundů. V roce 457, kdy jeho bratr ještě žil, je popisován jako král. Mezi roky 461 až 465 uznal císař Libius Severus Burgundy za foederaty. V té době začal Gondioch působit jako magister militum Západořímské říše, zatímco Chilperich se stal magister militum v Galii.
Po smrti Gondiocha v roce 473 se Chilperich stal jediným vládcem Burgundů. Z dochovaných zdrojů není jasné, do jaké míry se v té době na řízení moci podíleli Gundobad, Chilperich II., Godomar II. a Godegisel, synové Gondiocha. Chilperich I. zpočátku bojoval proti Vizigótům, ale když jeho synovec Gundobad v roce 474 upadl v nemilost Julia Nepota, posledního legitimního západořímského císaře, vedl s císařem jednání o zachování smlouvy s Burgundy a také udržení oblasti kolem horní Rhôny, v níž byli Burgundi usazení. V roce 476, po sesazení Julia Nepota, federativní status s římskou říší padl.
Chilperich I. se oženil s Carétènou, ale z manželství nevzešli žádní mužští potomci. Historička Katalin Escherová v knize Les Burgondes uvádí: „Nevíme, který rok po dočasném odtržení oppidia Vaison v roce 474 král Chilperich zemřel, možná to bylo před útokem na Brioude. Pokud to bylo během této bitvy proti Gótům, pak Chiperich zemřel kolem roku 476/477. V každém případě byl již mrtvý před následující bitvou svedenou Burgundy v roce 491 na území Itálie“. Jeho následníky se stali jeho synovci Gundobad, Godegisel, Chilperich II. a Godomar II.

## Seznam burgundských králů
| Seznam burgundských králů Zdroje se často rozcházejí a tak data o králích Burgundska nemusejí být přesné                                                                  |                                                                                       |                                                                                               |                                                                                               |
| Sbírka zákonů Lex Burgundionum: Hlava III, De la liberté de nos esclaves, cituje jména Gundobadových předků v « královské paměti»: Gibica, Godomar I., Giselher, Gundahar |                                                                                       |                                                                                               |                                                                                               |
| Germánie - Porýní |                                                                                       |                                                                                               |                                                                                               |
| Gibica ? Historický nebo mytický předek burgundských králů |                                                                                       |                                                                                               |                                                                                               |
| Godomar I. ? | Giselher ?                                                                            | Gundahar ?                                                                                    | Gundahar ?                                                                                    |
| Vládli ve stejnou dobu, nebo jeden po druhém? |                                                                                       |                                                                                               |                                                                                               |
| Království ve Wormsu ? |                                                                                       |                                                                                               |                                                                                               |
| Gundahar († asi 436/437 ?) |                                                                                       |                                                                                               |                                                                                               |
| Vládl Sapaudii, (Ženevský region) a rozšířil království do údolí Rhôny a Saôny                                                                                            |                                                                                       |                                                                                               |                                                                                               |
| Gondioch († asi 463-473 ?) | Gondioch († asi 463-473 ?)                                                            | Chilperich I. († asi 476 ?)                                                                   | Chilperich I. († asi 476 ?)                                                                   |
| Chilperich I. po smrti Gondiocha vládl sám († asi 476 ?) Neměl mužské potomky                                                                                             |                                                                                       |                                                                                               |                                                                                               |
| Čtyři synové Gondiocha |                                                                                       |                                                                                               |                                                                                               |
| Godomar II. († datum úmrtí neznámé, ale před rokem 476. Nevládl) | Chilperich II. († datum úmrtí neznámé, ale před rokem 476. Nevládl) Otec Chrodechildy | Godegisel manželka Theodelinda                                                                | Gundobad manželka Carétène († 516)                                                            |
| Godegisel († 500) | Godegisel († 500)                                                                     | Gundobad († 516)                                                                              | Gundobad († 516)                                                                              |
| Gundobad po smrti Godegisela vládl sám († 516) |                                                                                       |                                                                                               |                                                                                               |
| Gundobad († 516) | Gundobad († 516)                                                                      | Zikmund kolem roku 494 se oženil s ostrogótskou princeznou, dcerou krále Theodoricha Velikého | Zikmund kolem roku 494 se oženil s ostrogótskou princeznou, dcerou krále Theodoricha Velikého |
| Zikmund († 523) |                                                                                       |                                                                                               |                                                                                               |
| Godomar III. († po roce 534) |                                                                                       |                                                                                               |                                                                                               |
| V roce 534 království Burgundů zaniklo, stalo se součástí franské říše. Území rozděleno mezi franské krále.                                                               |                                                                                       |                                                                                               |                                                                                               |